# Pachequinho
Eriélton Carlos Pacheco, mais conhecido como Pachequinho (Ponta Grossa, 26 de setembro de 1970), é um treinador e ex-futebolista brasileiro que atuava como atacante. Atualmente é diretor de futebol do São Joseense.

## Carreira
Eriélton é o terceiro dos quatro filhos de Carlos Janino e todos aventuraram-se pelo futebol, inclusive o pai, que jogou no Guarani Esporte Clube, em Ponta Grossa, na década de 1960. Seus dois irmãos mais velhos, Janino e Jomir, jogaram no Colorado Esporte Clube e no Esporte Clube Pinheiros, mas aposentaram-se cedo, e o irmão mais novo, Fábio, integrou o grupo de jogadores do time de base do Coritiba, mas não profissionalizou-se, preferindo o futebol de salão do AABB, em Curitiba.
Pachequinho começou  a jogar futebol de salão no Associação Atlética Banco do Brasil (AABB) em Curitiba, pois seu pai era funcionário do Banco do Brasil, e logo foi levado para as categorias de base do Coritiba, estreando como profissional em janeiro de 1990. No final da temporada de 1996, não renovou com o o clube curitibano e foi contratado pelo Esporte Clube Bahia. Conhecido por sua velocidade e facilidade nos dribles, tornou-se ídolo dos torcedores do Coritiba e foi artilheiro do Campeonato Paranaense de 1994.
Também atuou no Athletico Paranaense e no Paraná Clube, porém, sem o sucesso que obteve com a camisa alvi-verde do Coritiba.
Apesar da estatura, o camisa 11 se destacava também pelos gols de cabeça. Ambidestro, foi capaz de fazer gol de bicicleta com o pé direito e gol olímpico de perna esquerda. Mas sua habilidade também o fez vítima da violência dos zagueiros adversários, o que lhe rendeu uma série de cirurgias nos dois joelhos e grandes períodos sem jogar, e com a queda de rendimento, muito em função destas cirurgias, aposentou-se em 2000, aos 30 anos de idade.

## Como treinador
Em 9 de novembro de 2015, Pachequinho foi anunciado como treinador do Coritiba para as últimas cinco rodadas do Campeonato Brasileiro. O profissional, que até então compunha a comissão técnica da equipe, substituiu o técnico Ney Franco após uma má sequência do clube paranaense com a missão de salvar a equipe do rebaixamento para a Série B do Brasileirão. Com o saldo de três vitórias, uma derrota e um empate, Pachequinho cumpriu sua missão e manteve o Coxa na Série A. Apesar de manifestar publicamente o seu interesse em permanecer como treinador da equipe para o ano seguinte, o ex-atleta foi confirmado como auxiliar técnico de Gilson Kleina, contratado para comandar o Coritiba em 2016.
Em junho de 2016, assumiu interinamente o comando do Coritiba após a demissão de Gilson Kleina e no início de agosto, com a contratação do técnico Paulo César Carpegiani para o comando do clube, tornou-se seu auxiliar.
Com a demissão de Carpegiani em fevereiro de 2017, voltou a comandar o Coritiba como interino. Após a conquista do Campeonato Paranaense foi efetivado como treinador da equipe. Em 19 de julho foi demitido do clube após goleada para a Ponte Preta por 4 x 0.
Em dezembro de 2019, foi contratado pelo Maringá Futebol Clube para o campeonato de 2020, porém, com a paralisação da competição pela Pandemia de COVID-19, em julho de 2020 foi demitido.. Em setembro do mesmo ano, foi contratado pelo Coritiba para ser o auxiliar técnico da comissão permanente do clube.

## Títulos

### Como treinador
Coritiba
- Campeonato Paranaense: 2017